# Tourschool 2011
De Tourschool is een serie golftoernooien, die samen ook wel de Qualifying School wordt genoemd, waarbij golfers proberen een spelerskaart te bemachtigen voor de European Challenge Tour of de Europese PGA Tour van het jaar daarna of hun categorie daarin te verbeteren. De Qualifying School wordt meestal kortweg de Tourschool genoemd, en in het Engels ook wel de Q School. Voor de Europese Senior Tour wordt een aparte Senior Tourschool georganiseerd

## Kwalificatie
Om aan de finale te kunnen deelnemen, worden vooraf een aantal kwalificatietoernooien georganiseerd. Er zijn spelers die direct door mogen naar Ronde 2 (PQ2 of Stage 2) of de finale (Finals of Final Stage) vanwege eerdere prestaties. In 2011 hebben zich bijna 800 spelers voor Stage 1 van de Tourschool aangemeld.

## Stage 1
De eerste kwalificatieronde (First Stage of Stage 1) wordt in verschillende landen gespeeld. Ieder toernooi bestaat uit vier rondes van 18 holes. Het schema is als volgt:
| Datum           | Groep   | Baan                                      | Spelers | Winnaar                                       | Uitslag |
| --------------- | ------- | ----------------------------------------- | ------- | --------------------------------------------- | ------- |
| 13-16 september | Groep A | Golfclub Schloss Ebreichsdorf, Oostenrijk | 91      | Josh Habig met −20                            |         |
| 13-16 september | Groep A | Dundonald Links, Schotland                | 65      | Jonathan Caldwell met −5 Darren Wright met −5 |         |
| 20-23 september | Groep B | Wychwood Park, Engeland                   | 110     | Steven Uzzell met −9                          |         |
| 20-23 september | Groep B | Fleesensee Golf & Country Club, Duitsland | 92      | Christoffer Lange met −13                     |         |
| 27-30 september | Groep C | Golf d'Hardelot, Frankrijk                | 91      | Andreas Högberg met −13                       |         |
| 27-30 september | Groep C | Circolo Golf Bogogno, Italië              | 121     | Jaakko Makitalo met −18                       |         |
| 4-7 oktober     | Groep D | Ribagolfe, Lissabon, Portugal             | 110     | Doug McGuigan met −6                          |         |
| 4-7 oktober     | Groep D | Frilford Heath Golf Club, Engeland        | 111     | Dale Whitnell met −9                          |         |

Ongeveer 25% van de 781 spelers van Stage 1 gaan door naar Stage 2, het precieze aantal wordt tijdens het toernooi bekendgemaakt. Spelers kunnen, als ze vroeg genoeg inschrijven, zelf kiezen op welke baan ze willen spelen. Ze mogen ook meer dan één keer de Stage 1 spelen.
Groep A
- Op Ebreichsdorf doen 91 spelers mee, w.o. de gebroeders Jean en Pierre Relecom uit België. Na ronde 1 stond de Deen Daniel Slott Mogensen aan de leiding met −8. De tweede ronde werd afgebroken omdat het te donker werd, en werd donderdag afgespeeld. Slott Mogensen bleef aan de leiding, hij maakte 69 voor een totaal van −11 en deelde de eerste plaats met de Finse amateur Miro Veijalainen. Pierre Relecom eindigde met +2 op de 66ste plaats en startte donderdag de derde ronde pas na 3 uur. Ook toen werd het vroeg donker en konden veel spelers ronde 3 niet afmaken. 
 De cut was par. Uiteindelijk bleek dat Pierre level par stond en dus door mocht naar ronde 4 en Jean een totaal van +4 had. De Amerikaan Josh Habig stond na drie rondes aan de leiding met −15, speelde de laatste ronde in 67 en won Stage 1.
Na ronde 4 gaan de beste 21 spelers en gelijkspelers door naar Stage 2. Dat zijn HP Bacher, Alessio Bruschi, Jin-ho Choi, Matt Dearden, Krister Eriksson, Domenico Geminiani (AM), Ivó Giner, Robin Goger (AM), Emiliano Grillo, Josh Habig, Nuno Henriques, Matt Hill, Soon-sang Hong, Mu Hu, Niclas Johansson, Matt Johnston, Jakub Kucera, Trent Leon, Jurgen Maurer, Joey McLister, Mauricio Molina, Andrew Parr, Daniel Slott Mogensen, Martin Prihoda, Andrea Signor, Nick A Taylor, Lukas Tintera, Miro Veijalainen (AM), Justin Walters en Uli Weinhandl.
- Op Dundonald doen slechts 65 spelers mee, die bijna allemaal uit het Verenigd Koninkrijk komen. De baan ligt aan de westkust van Schotland en de start van het toernooi is daar een dag uitgesteld vanwege orkaan Katia. Op woensdag moesten er 36 holes gespeeld worden om weer op schema te komen. Hierna stond amateur Philips McLean met −5 aan de leiding. Ook na ronde 3 stond McLean nog aan de leiding, nu met Jonathan Caldwell. 
 De cut is +11 geworden, 35 spelers gaan door naar ronde 4. Na ronde 4 gaan de beste 15 spelers en ties door naar Stage 2. Dat zijn Jonathan Caldwell, Neil Fenwick, Graham Fox, Noel Fox, Mark Kerr, Michael Lowe, Philip McLean (AM), Shaun McAllister, Paul McKechnie, Kris Nicol, Aaron O'Callaghan, Mark Penny, David J Smith, James White (AM) en Darren Wright.

Groep B
- Op Wychwood Park doen 110 spelers mee, de meeste zijn Brits of Iers, er zijn slechts 19 'buitenlanders', waaronder Sven Maurits, die met een rondje 80 begon. De baan heeft een par van 72. Amerikaan Benny Ahlenback begon met een ronde van 64 en nam de leiding. Na de tweede dag staat Steven Uzzell met −8 aan de leiding en is Sven Muts opgeklommen naar de 85ste plaats. Hij maakte in ronde 3 weer 74 en miste de cut. Uzell bleef aan de leiding. De cut werd +10, 71 spelers zijn door naar ronde 4.
Na ronde 4 gaan de beste 25 spelers en ties door naar Stage 2.
- Op Fleesensee doen slechts 92 spelers mee, 39 Scandinaviërs, 27 Duitsers en onder andere Taco Remkes. De par is 72. Remkes begon met 68 en deelde daarmee de 4de plaats. Voor de 2de ronde had hij 74 slagen nodig, waarna hij naar de 22ste plaats zakte. De Deen Christoffer Lange kwam na ronde 2 aan de leiding met −9. De leider van ronde 1, Benjmin Wuttke, stond nog op de 3de plaats met 66-72 (−6). Ronde 3 werd door Remkes in 73 slagen gespeeld en hij zakte naar de 28ste plaats. Lange staat met een totaal van −12 nog aan de leiding. De cut werd +6, 58 spelers gingen door naar ronde 4. Taco Remkes maakte daarna 68 en eindigde op de 13de plaats. Lange behield zijn drie slagen voorsprong en won. 
Na ronde 4 gaan de beste 21 spelers en ties door naar Stage 2. Dat zijn Christoffer Lange, Mattias Eliasson, Jacob Glennemo, Mark Larsson, Alexander Knappe, James Ruth, Francis McGuirk, Philipp Mejon, Thomas Petersson, Alan McLean, Sandro Piaget, Johan Wahlquist,  Benjamin Miarka, Taco Remkes, Tomek Dogil, Christoph Peau, Daniel Wuensche, Daniel Froreich, Stephen Grant, Marcel Haremza, Daniel Lokke en Robert Svensson.

Groep C

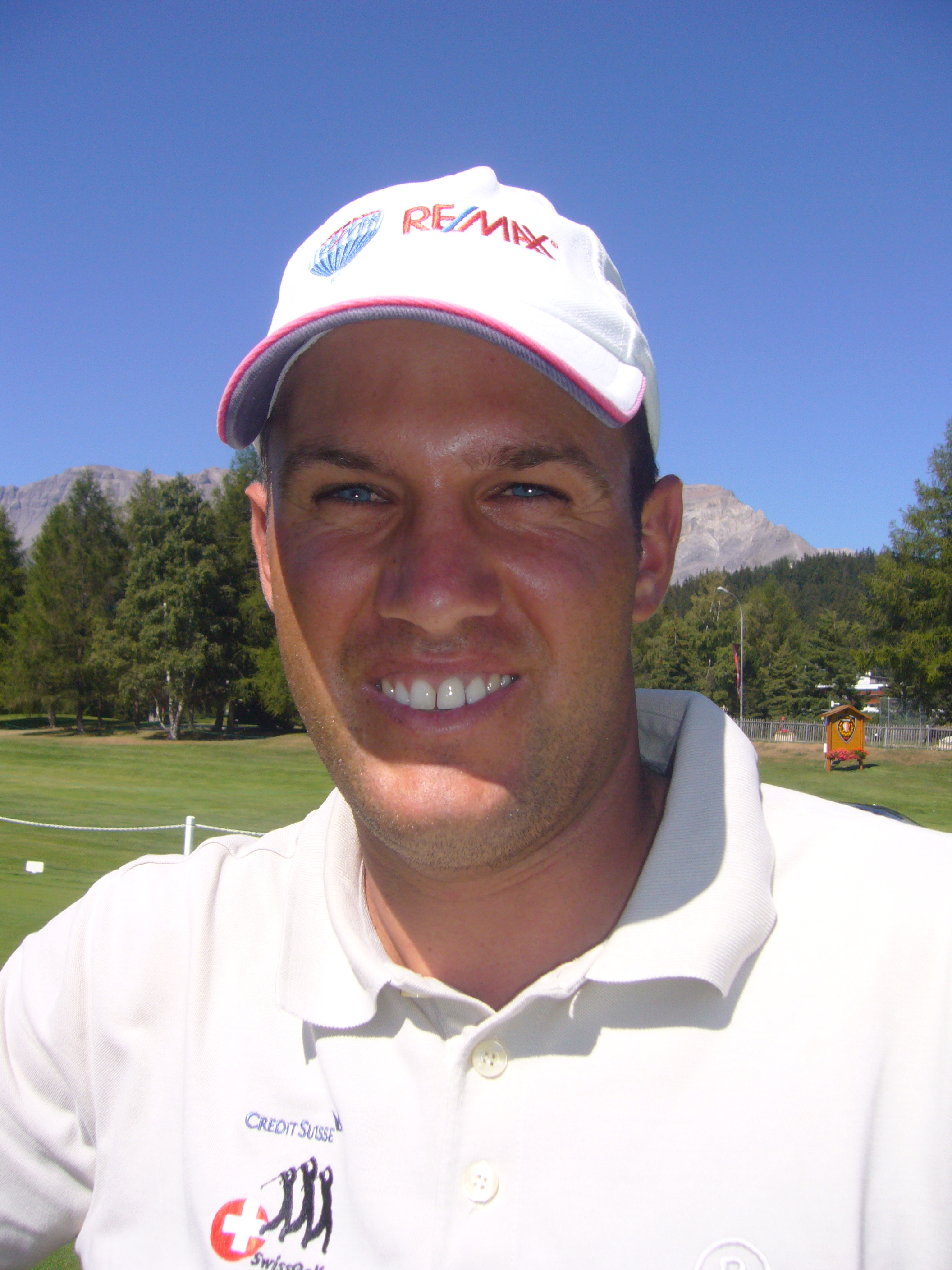
Rominger scoort 64

- Op Hardelot (par 71) doen 85 spelers mee, waaronder vier Nederlanders: Tristan Bierenbroodspot, Richard Kind, Nicolas Nubé en Ramon Schilperoord en drie Belgen: Christopher Mivis, Laurent Richard en Guillaume Watremez. Na ronde 1 kwamen vier spelers aan de leiding: Knud Storgaard, Adrian Otaegui, Cian McNamara en Mark Laskey. Ze maakten een score van 65. Watremex staat met −4 op de 10de plaats. Na ronde 2 stond Laskey aan de leiding met Niall Turner, die een ronde van 64 maakte. Bierenbroodspot maakte een ronde van −5, Schilperoord van −1, Watremez en Kind speelden par. Na ronde 3 mogen twee Nederlanders en twee Belgen door naar ronde 4. 
 Na ronde 4 zouden de beste 16 spelers en ties doorgaan naar Stage 2. Achteraf lieten ze de nummers 17 ook door, waarna Richard Kind en Guillaume Watremez zich ook voor Stage 2 kwalificeerden. Verder mogen Andreas Högberg, Gareth Davies, Alexander Levy, Adrian Otaegui, Byeong-Hun An, Knud Stotgaard, Steen Ottosen, Niall Turner, Jason Levermore, Neil O'Briain, Marcos Spastor (AM), Alex Christie, Jacques Guillet, Mark Laskey, Anthony Summers, Cian McNamara, John Chamberlin, James Maw en Tobias Rodendahl naar Stage 2.
- Op Bogogno doen 115 spelers mee, waaronder twee Nederlanders: Wil Besseling en Wouter de Vries en een Belg: Michiel Hermans. Martin Rominger stond na ronde 1 aan de leiding met 64. Wil Besseling is mooi begonnen met 68 en eindigde op de 6de plaats. Voor ronde 2 had hij 73 slagen nodig waardoor hij naar de 18de plaats zakte. Rominger bleef aan de leiding met −8 maar kreeg Jaakko Makitalo en Lasse Nielsen naast zich. Na ronde 3 stond Jaako Matilado nog steeds aan de leiding, nu met Scott Pinckney, en Rominger zakte met 72 naar de 8ste plaats. Besseling maakte 68 en eindigde op de 10de plaats. Makitalo won met −18. 
 Na ronde 4 gaan de beste 25 spelers en ties door naar Stage 2. Besseling zakte naar de 19de plaats maar is door naar Stage 2. Verder mogen Jaakko Makitalo, Scott Pinckney, Martin Rominger, Charly Simon, Gary Stal (AM), Ken Benz, Philip Pettitt Jr, Peter Erofejeff, Joon Skim, Nicolo Bravano, Jordi García Pinto, Nico Geyger, Mike Mezei, Lasse Sonne Nielsen, Alexandre Chopard, Tommy Cocha, Ben Mannix, Gregory Molteni, Benedetto Pastore, Jesse Peors, Creighton Honeck, Sihwan Kim, Mattia Miloro, Leonardo Motta en Lindsay Renolds door naar Stage 2.

Groep D
- Op Ribagolfe spelen 110 spelers, w.o. Floris de Haas, Gaël Seegmuller, Jurrian van der Vaart en Inder van Weerelt. Inder van Weerelt maakte de beste ronde van de Nederlanders en staat met 72 op de 21ste plaats. Aan de leiding is de Portugese amateur Tiago Rodrigues met 64.
 Voor ronde 2 bracht Van der Vaart de beste score binnen, hij klom naar de 16de plaats. Van Weerelt staat nu 28ste en De Haas 44ste. Seegmuller maakte 87 en is verder kansloos. Raphaël De Sousa staat met −8 aan de leiding. Na ronde 3 mogen de drie Nederlanders door naar ronde 4, Seegmuller valt af. Aan de leiding is Björn Pettersson gekomen. 
 Na ronde 4 gaan de beste 25 spelers en ties door naar Stage 2: winnaar Doug McGuigan, Vicente Blazquez, Bruce McDonald, Björn Pettersson, Raphaël de Sousa, Michael McGeady, Jurrian van der Vaart, Bradford Vaughan, Adam Long, Roderick Bastard, Inder van Weerelt, Tom Shadbolt, Oliver Bekker, Jesper Billing, Chris Devlin, Roger Furrer, Daniel Coughlan, Brandon Detweiler, Brendan McCarroll, Raul Quiros, John M Kelly, Xavier Poncelet, Jose Luis Gomez, Mauricio Azcua, Jordan Gibb en Hugo Santos.
- Op Frilford Heath spelen geen Belgen of Nederlanders. Leider na ronde 1 is Walker Cup-speler Dale Whitnell. Zijn teamgenoot Stiggy Hodgson maakte 73. Voor ronde 2 brachten de twee teamgenoten een score van 69 binnen. Whitnell bleef daarmee aan de leiding en Hodgson steeg naar de 6de plaats. Na ronde 3 stond Martin Lemesurier aan de leiding, Whitnell stond nog op de 2de plaats en Hodgson op de 5de plaats. Op Frilford Heath hebben 11 amateurs deze cut gehaald. In de 4de ronde heroverde Whitnell de 1ste plaats.
 Na ronde 4 gaan de beste 25 spelers en ties door naar Stage 2. Behalve de winnaar zijn dat Martin Lemesurier, Tyrrell Hatton, Todd Adcock (AM), Eddie Pepperell, Rikard Karlberg, Martin Sell, Stiggy Hodgson (AM), Simon Lilly, Craig Hinton (AM), James Watts, Liam Burns, Matt Allen, Neil Cheetham, Mark Staunton, Guy Woodman, David Higgins, Matt Jager, Dan Seymour, Justin Adam Evans, Nick Jones, Liam O'Neill, Ben Stow (AM), Toby Burden, Ryan Harrison, Tommy King (AM) en Sam Matton.

#### Belgische en Nederlandse spelers
| Naam                    | Groep A      | Groep B       | Groep C  | Groep D   | Ronde 1 | Ronde 2 | Ronde 3 | Ronde 4 | Totaal | Eindstand | Door naar Stage 2 | Door naar Stage 2 |
| ----------------------- | ------------ | ------------- | -------- | --------- | ------- | ------- | ------- | ------- | ------ | --------- | ----------------- | ----------------- |
| Jean Relecom            | Ebreichsdorf |               |          |           | 69      | 77      | 74      | MC      | =      | =         |                   | nee               |
| Pierre Relecom          | Ebreichsdorf |               |          |           | 74      | 72      | 70      | 68      | 284    | T50       |                   | nee               |
| Sven Maurits            |              | Wychwood Park |          |           | 80      | 74      | 74      | MC      | =      | =         |                   | nee               |
| Taco Remkes             |              | Fleesensee    |          |           | 68      | 74      | 73      | 68      | 283    | T13       | ja                |                   |
| Richard Kind            |              |               | Hardelot |           | 70      | 71      | 68      | 69      | 278    | T17       | ja                |                   |
| Guillaume Watremez      |              |               | Hardelot |           | 67      | 71      | 69      | 71      | 278    | T17       | ja                |                   |
| Laurent Richard         |              |               | Hardelot |           | 71      | 74      | 66      | 70      | 281    | 33        |                   | nee               |
| Nicolas Nubé            |              |               | Hardelot |           | 68      | 74      | 69      | 72      | 283    | T41       |                   | nee               |
| Ramon Schilperoord      |              |               | Hardelot |           | 72      | 70      | 76      | MC      | =      | =         |                   | nee               |
| Tristan Bierenbroodspot |              |               | Hardelot |           | 79      | 66      | 73      | MC      | =      | =         |                   | nee               |
| Wil Besseling           |              |               | Bogogno  |           | 68      | 73      | 68      | 74      | 283    | T19       | ja                |                   |
| Wouter de Vries         |              |               | Bogogno  |           | 76      | 72      | 78      | MC      | =      | =         |                   | nee               |
| Michiel Hermans         |              |               | Bogogno  |           | 77      | 77      | 69      | MC      | =      | =         |                   | nee               |
| Jurrian van der Vaart   |              |               |          | Ribagolfe | 75      | 68      | 70      | 73      | 286    | T5        | ja                |                   |
| Inder van Weerelt       |              |               |          | Ribagolfe | 72      | 73      | 72      | 71      | 288    | T10       | ja                |                   |
| Floris de Haas          |              |               |          | Ribagolfe | 73      | 74      | 79      | 75      | 301    | MC        |                   | nee               |
| Gaël Seegmuller         |              |               |          | Ribagolfe | 78      | 87      | 87      | MC      | =      | =         |                   | nee               |

## Stage 2
De tweede kwalificatieronde (Second Stage of Stage 2) bestaat ook uit 72 holes en wordt van 2-5 december op vier verschillende banen in Spanje gespeeld:
| Baan                                      | Par | Spelers | Winnaar                       | Score | Score | Uitslag |
| ----------------------------------------- | --- | ------- | ----------------------------- | ----- | ----- | ------- |
| Costa Ballena Ocean Club de Golf, Jerez   | 72  | 73      | Guillaume Cambis Luke Goddard | 272   | −16   |         |
| Las Colinas Golf & Country Club, Alicante | 71  | 76      | Tim Sluiter                   | 268   | −16   |         |
| El Valle Golf Resort, Murcia              | 71  | 72      | Joakim Lagergren              | 266   | −18   |         |
| La Manga Club, Cartagena                  | 73  | 74      | Andrea Perrino Allan Versfeld | 277   | −15   |         |

Hier komen ongeveer 305 spelers waaronder 194 spelers die zich via Stage 1 hebben gekwalificeerd en spelers die door voorgaande resultaten Stage 1 mochten overslaan zoals spelers met goede resultaten op de Alps Tour (Chris Paisley (Eng) met 3 overwinningen, Marco Crespi (It) met 2 overwinningen, Jason Barnes (Eng) en Scott Henry (Sch) ieder met 1 overwinning) en de Challenge Tour (onder andere Reinier Saxton). Er wordt op deze vier banen gespeeld om 80 plaatsen in de Final Stage.  

#### Verslag Stage 2
Ronde 1

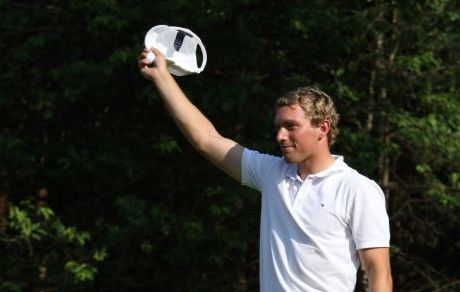
Beste Nederlander na ronde 1

Van de Nederlandse en Belgische spelers staan er maar weinig in de top-20. Op Ballena wordt de leiding op −4 gedeeld door Wade Ormsby, Pedro Oriol en amateur Peter Uihlein, tot juni j.l. de nummer 1 op de wereldranglijst. Op Collinas wordt de leiding gedeeld door Andreas Hartø, Benn Barham, Morten Orum Madsen, Le Roux Ferreira en Antti Ahokas; zij staan op −8. Op El Valle staat Joakim Lagergren met −8 alleen aan de leiding, Floris de Vries staat daar op de 2de plaats. Op La Manga wordt de leiding gedeeld door Allan Versfeld en Graeme A Clark, zij staan op −7.
Ronde 2
Clodomiro Carranza en Byeong-Hun An hebben vanochtend −5 gemaakt en werden clubhouse leader op La Manga en Las Colinas. Later maakte Benn Barham ook −5 op Las Colinas en ging daarmee aan de leiding. Tweede werd Tim Sluiter die een ronde van −6 binnenbracht.
Jason Levermore maakte op Ballena zelfs −7, hetgeen hem naar de 2de plaats bracht, achter Sam Hutsby. Reinier Saxton steeg op La Manga naar de 10de plaats, Andrea Perrino en Graeme A. Clark delen daar de eerste plaats op −11. 
Ronde 3

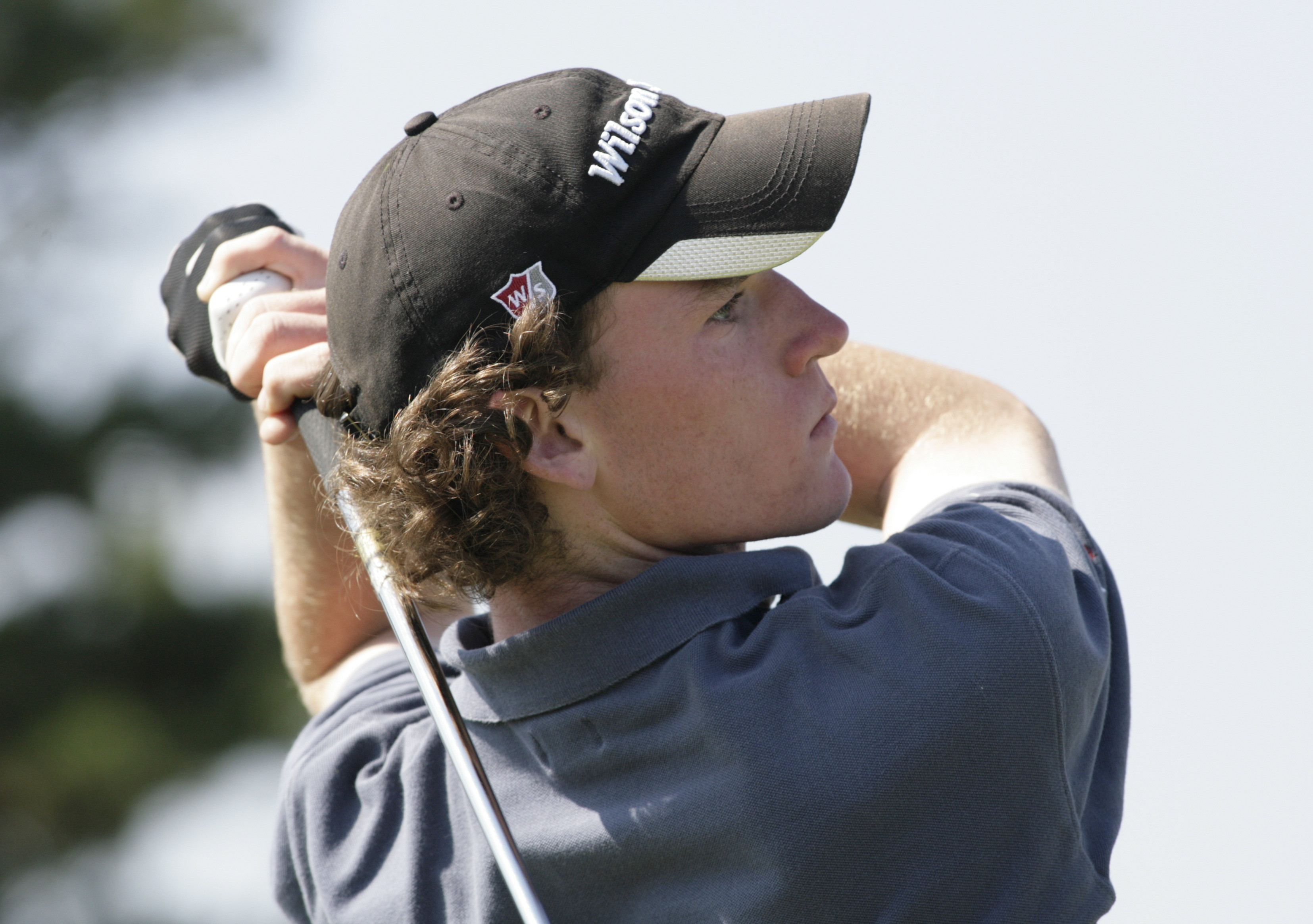
Tim Sluiter, winnaar Stage 2

De 19-jarige Argentijn Emiliano Grillo maakte een ronde van −10 en ging op Bellana daarmee aan de leiding. Taco Remkes maakte ook een goede score en bleef in de top-10. 
Op Las Colinas werd Barham ingehaald door Ben Evans. die op −11 kwam. Wil Besseling maakte een goede ronde van  −4 en Tim Sluiter zelfs van −5 voor een totaal van −13, waarmee hij ruimschoots aan de leiding ging.
 Op El Valle verbeterde Joakim Lagergren het baanrecord met een ronde van 63. 

Reinier Saxton speelde zeer stabiel, en staat met rondes van −2,-3 en −3 op een gedeeld 7de plaats.
Ronde 4
Vijf Nederlanders hebben zich gekwalificeerd voor de Finals, de Belgen hebben de kwalificatie gemist. Tim Sluiter heeft op Las Colinas gewonnen, Wil Besseling en Floris de Vries eindigden in de top-10, Taco Remkes werd 11de. Zij hebben zich opgegeven voor de Finals. Jonas Saxton werd gedeeld 17de en moest een play-off voor  de 17de-20ste plaats spelen met zes andere spelers. Er moesten dus drie spelers afvallen, hij verloor zijn plaats op de derde extra hole en is nu eerste reserve. Hij heeft via zijn resultaten op de EPD Tour al een spelerskaart voor de Challenge Tour.
 Een dag later bleek iemand zich te hebben teruggetrokken, dus nu mag Saxton toch proberen een tourkaart voor de Europese Tour te halen.
- Leaderboards: Ballena , Colinas , El Valle  en La Manga

#### Belgische en Nederlandse spelers
| Naam                  | OWGR          | T2D           | CT            | .             | Ronde 1       | Ronde 1       | Ronde 1       | .             | Ronde 2       | Ronde 2       | Ronde 2       | Ronde 2       | .             | Ronde 3       | Ronde 3       | Ronde 3       | Ronde 3       | .             | Ronde 4       | Ronde 4       | Ronde 4       | Eindstand     | Naar Finals   | Naar Finals   |               |               |               |
| Costa Ballena         | Costa Ballena | Costa Ballena | Costa Ballena | Costa Ballena | Costa Ballena | Costa Ballena | Costa Ballena | Costa Ballena | Costa Ballena | Costa Ballena | Costa Ballena | Costa Ballena | Costa Ballena | Costa Ballena | Costa Ballena | Costa Ballena | Costa Ballena | Costa Ballena | Costa Ballena | Costa Ballena | Costa Ballena | Costa Ballena | Costa Ballena | Costa Ballena | Costa Ballena | Costa Ballena | Costa Ballena |
| --------------------- | ------------- | ------------- | ------------- | ------------- | ------------- | ------------- | ------------- | ------------- | ------------- | ------------- | ------------- | ------------- | ------------- | ------------- | ------------- | ------------- | ------------- | ------------- | ------------- | ------------- | ------------- | ------------- | ------------- | ------------- | ------------- | ------------- | ------------- |
| Taco Remkes           | 1391          | =             | =             |               | 69            | −3            | T4            |               | 71            | −1            | −4            | T9            |               | 67            | −5            | −9            | T8            |               | 71            | −1            | −10           | T11           | ja            |               |               |               |               |
| Inder van Weerelt     | =             | =             | =             |               | 75            | +3            | T39           |               | 70            | −2            | +1            | T36           |               | 71            | −1            | par           | T42           |               | 71            | −1            | −1            | T42           |               | nee           |               |               |               |
| Guillaume Watremez    | 1391          | 307           | 188           |               | 76            | +4            | T67           |               | 74            | +2            | +6            | T69           |               | 73            | +1            | +7            | T68           |               | 66            | −6            | +1            | T53           |               | nee           |               |               |               |
| Richard Kind          | 1234          | =             | 143           |               | 72            | par           | T28           |               | 74            | +2            | +2            | T42           |               | 75            | +3            | +5            | T66           |               | 71            | −1            | +4            | T65           |               | nee           |               |               |               |
| Las Colinas           |               |               |               |               |               |               |               |               |               |               |               |               |               |               |               |               |               |               |               |               |               |               |               |               |               |               |               |
| Tim Sluiter           | 706           | 175           | =             |               | 69            | −2            | T20           |               | 65            | −6            | −8            | 2             |               | 66            | −5            | −13           | 1             |               | 68            | −3            | −16           | 1             | ja            |               |               |               |               |
| Wil Besseling         | 870           | =             | 97            |               | 68            | −3            | T12           |               | 71            | par           | −3            | T9            |               | 67            | −4            | −7            | T6            |               | 71            | par           | −7            | T10           | ja            |               |               |               |               |
| Jurrian van der Vaart | 1391          | =             | 92            |               | 71            | par           | T40           |               | 72            | +1            | +1            | T46           |               | 76            | +5            | +6            | T61           |               | 74            | +3            | +9            | T63           |               | nee           |               |               |               |
| El Valle              |               |               |               |               |               |               |               |               |               |               |               |               |               |               |               |               |               |               |               |               |               |               |               |               |               |               |               |
| Floris de Vries       | 465           | 169           | =             |               | 64            | −7            | 2             |               | 71            | par           | −7            | T3            |               | 74            | +3            | −4            | T12           |               | 70            | −1            | −5            | T9            | ja            |               |               |               |               |
| Pierre Relecom        | 569           | =             | 58            |               | 67            | −4            | T10           |               | 73            | +1            | −3            | T11           |               | 71            | par           | −3            | T16           |               | 75            | +4            | +1            | T25           |               | nee           |               |               |               |
| La Manga              |               |               |               |               |               |               |               |               |               |               |               |               |               |               |               |               |               |               |               |               |               |               |               |               |               |               |               |
| Reinier Saxton        | 1391          | =             | =             |               | 71            | −2            | T20           |               | 70            | −3            | −5            | T10           |               | 70            | −3            | −8            | T7            |               | 74            | +1            | −7            | T17           | ja            |               |               |               |               |

- Website Europese Tour: spelers van de Finals

## Finale

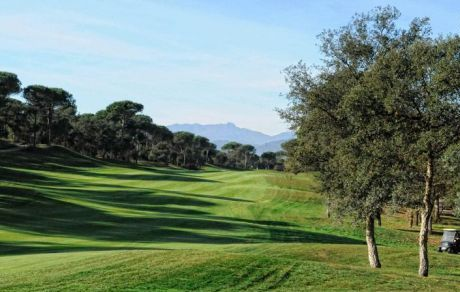

De finale (Finals) wordt van 10-15 december op de PGA Golf de Catalunya in Girona gespeeld. Er worden zes rondes van 18 holes gespeeld, de top-30 worden in categorie 11 van de Europese Tour geplaatst. De anderen komen in categorie 14 en krijgen in 2012 veel minder speelkansen. Er doen zes Nederlanders mee, Maarten Lafeber en de vijf die zich door Stage 2 kwalificeerden. Er doen geen Belgen mee.
De spelers die vrijgesteld zijn zijn soms spelers die wel hun kaart hebben behouden maar via een goed resultaat in de Finals proberen zich te kwalificeren voor een betere categorie zodat ze volgend jaar meer speelkansen hebben.
Ronde 1
Wil Besseling, Maarten Lafeber, Taco Remkes en Jonas Saxton speelden ronde 1  op de Stadium Course, Tim Sluiter en Floris de Vries speelden op de Tour Course. Sluiter begon met een uitstekende ronde van −7, en stond aan de leiding totdat Sam Hutsby met −8 binnenkwam. Lafeber had een goede start met −3 en Saxton en de Vries kunnen tevreden zijn. Op de Stadium Course was de beste ronde −4.
Ronde 2

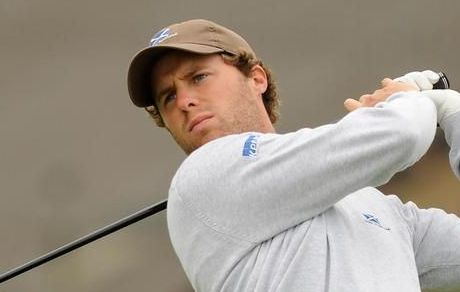
Reinier Saxton
beste Nederlander na ronde 3

Wil Besseling was een van de vier spelers die deze ronde in −7 speelde. Hij klom daardoor honderd plaatsen in het klassement. Lafeber eb Saxton speelden ook goed onder par.
Sam Hutsby bleef aan de leiding met −13, op de 2de plaats kwam Andy Sullivan met −11; de 3de plaats wordt gedeeld door David McKenzie en Peter Gustafsson op −9.
Ronde 3
De startlijst zijn opnieuw ingedeeld zodat de 78 spelers met de laagste scores de derde ronde op de Tour Course spelen. Sluiter speelde met Alfredo García Heredia en Thomas Norret, die Sluiter's toernooirecord verbeterde, hij maakte −8 en steeg naar de derde plaats. Jonas Saxton had ook een goede ronde en steeg naar de 5de plaats.
Ronde 4
Na ronde 4 is er een cut. De beste 70 spelers en ties mogen daarna ronde 5 en 6 spelen. Het leek erop dat de spelers met een totaalscore van −3 en beter de cut zouden gaan halen totdat de allerlaatste partij binnenkwam waarin HP Bacher met twee birdies geëindigd was en naar −5 was gegaan. De cut werd −4, hij was nog nooit op de Tourschool zo laag geweest.
Hutsby, Sullivan en Gustafsson spelen ronde 3 en 4 in dezelfde partij. Hutsby en Sullivan bleven gelijk op gaan, na zes holes hadden beiden drie birdies en een bogey gemaakt, terwijl Gustafsson alleen twee bogeys maakte. Daarna maakte Sullivan twee bogeys, zodat Hutsby na negen holes drie slagen voor stond. Dit werd ten slotte een voorsprong van twee slagen, en Sullivan bleef op de 2de plaats. De derde plaats werd bezet door Branden Grace en Victor Riu. Gustafsson zakte naar de 15de plaats.
Lafeber en Sluiter maakten −2 en stegen een paar plaatsen. Besseling maakte par en verloor een paar plaatsen. Remkes heeft −5 gemaakt en Saxton +6, ze eindigden samen op de 50ste plaats. Voor Floris de Vries is het toernooi afgelopen. De cut werd −4 en precies 70 spelers mogen door.
Het waren vier dagen met mooi weer en het niveau was hoog. De topspelers zitten erg dicht bij elkaar, van de 92 spelers die onder par staan hebben tien spelers een score tussen de −12 en −16 over deze vier rondes gemaakt.
Ronde 5
Hutsby is van zijn eerste plaats gevallen door drie bogeys in de eerste vier holes te maken. Vanaf hole 11 maakte hij nog enkele birdies zidat hij toch nog op de 3de plaats eindigde. Bernd Ritthammer en David Dixon namen zijn eerste plaats over. Dixon maakte zeven birdies en twee bogeys, Ritthammer zes birdies, een eagle maar ook drie bogeys en zo eindigden ze op −18 en −17. 
Reinier Saxton heeft een mooie ronde van −6 gemaakt en staat met Lafeber in de top-15.
Ronde 6
De laatste partij bestaat uit Dixon, Ritthammer en Hutsby. Dixon begon meteen met twee birdies en ging naar −20, maar een dubbelbogey op hole 9 bracht hem weer terug naar −18. Hutsby maakte op hole 3, 7 en 8 een birdie en kwam op −19 maar een bogey op hole 9 zette hem ook weer op −18. Ritthammer maakte twee bogeys en raakte de aansluiting kwijt. Ondertussen had Richard Bland de eerste negen holes in −2 gespeeld zodat hij op −17 stond.
Tegen het einde van de middag stonden Hutsby en Dixon op −18 en daar hadden Jordi García en Steven O'Hara zich bijgevoegd. Dixon en Hutsby moesten nog vijf holes spelen. Beiden maakten een eagle op hole 15 en gingen naar −20.
Taco Remkes  startte op hole 10 en maakte drie birdies in de eerste zes holes, waarna vier van de vijf Nederlanders in de top-30 stonden. Alleen Wil Besseling, die toen negen holes gespeeld had, had nog een slag te veel om daar ook bij te horen. Hij maakte vervolgens birdies op 12 en 13 en een bogey op 15 waarna hij op een gedeelde 29ste plaats stond met nog drie holes te gaan.

Tim Sluiter maakte op hole 7 een dubbelbogey maar herstelde zich goed door op de volgende vier holes drie birdies te maken.  Daarna maakte hij nog drie bogeys zodat hij met een totaalscore van −7 eindigde, net als Maarten Lafeber, die zijn ronde met drie bogey's eindigde.
De beste dagronde was van Gary Orr, die met Tim Sluiter op de 288ste plaats begon en door zijn score van −7 naar de 6de plaats steeg.
Succes
Wil Besseling en Reinier Saxton eindigden met −8 op de 24ste plaats en zijn van een Tourkaart verzekerd. Ook alle spelers die −7 hadden en de 30ste plaats deelden, kregen een Tourkaart, er werd geen play-off gespeeld. Dus ook Maarten Lafeber, Taco Remkes en Tim Sluiter spelen volgend jaar op de Europese Tour. Proficiat.
- Leaderboard

| Naam             | R1 | R1 | Nr   | R 2 | R 2 | Totaal | Nr   | Score R3 | Score R3 | Totaal | Nr   | Score R4 | Score R4 | Totaal | Nr  | Score R5 | Score R5 | Totaal | Nr  | Score R6 | Score R6 | Totaal | Nr  |
| ---------------- | -- | -- | ---- | --- | --- | ------ | ---- | -------- | -------- | ------ | ---- | -------- | -------- | ------ | --- | -------- | -------- | ------ | --- | -------- | -------- | ------ | --- |
| David Dixon      | 74 | +2 | T124 | 65  | −5  | −3     | T49  | 63       | −7       | −10    | T8   | 69       | −3       | −13    | T3  | 67       | −5       | −18    | 1   | 69       | −3       | −21    | 1   |
| Sam Hutsby       | 62 | −8 | 1    | 69  | −3  | −13    | 1    | 68       | −2       | −15    | 1    | 71       | −1       | −16    | 1   | 72       | par      | −16    | 3   | 68       | −4       | −20    | 2   |
| Andy Sullivan    | 65 | −5 | T4   | 66  | −6  | −11    | 2    | 67       | −3       | −14    | 2    | 72       | par      | −14    | 2   | 71       | −1       | −15    | T4  | 68       | −4       | −19    | 3   |
| Richard Bland    | 67 | −3 | T24  | 72  | par | −3     | T49  | 65       | −5       | −8     | T19  | 68       | −4       | −12    | T6  | 69       | −3       | −15    | T4  | 69       | −3       | −18    | 4   |
| Branden Grace    | 68 | −4 | T9   | 68  | −2  | −6     | T25  | 65       | −5       | −11    | T5   | 70       | −2       | −13    | T3  | 70       | −2       | −15    | T4  | 73       | +1       | −14    | T10 |
| Bernd Ritthammer | 65 | −5 | T4   | 71  | −1  | −6     | T25  | 68       | −2       | −8     | T19  | 68       | −4       | −12    | T6  | 67       | −5       | −17    | 2   | 77       | +5       | −12    | T14 |
| Guillaume Cambis | 66 | −4 | T9   | 69  | −3  | −7     | T14  | 68       | −2       | −9     | T16  | 69       | −3       | −12    | T6  | 70       | −2       | −14    | T7  | 72       | par      | −14    | T19 |
| Thomas Norret    | 71 | −1 | T62  | 67  | −3  | −4     | T38  | 62       | −8       | −12    | 4    | 74       | +2       | −10    | T15 | 70       | −2       | −12    | T12 | 71       | −1       | −13    | T12 |
| Reinier Saxton   | 70 | −2 | T43  | 66  | −4  | −6     | T25  | 65       | −5       | −11    | T5   | 78       | +6       | −5     | T50 | 66       | −6       | −11    | 14  | 75       | +3       | −8     | T24 |
| Peter Gustafsson | 70 | −2 | T43  | 63  | −7  | −9     | 3    | 66       | −4       | −13    | 3    | 75       | +3       | −10    | T15 | 73       | +1       | −9     | T22 | 73       | +1       | −8     | T24 |
| Wil Besseling    | 74 | +2 | T124 | 63  | −7  | −5     | T31  | 69       | −1       | −6     | T39  | 72       | par      | −6     | T42 | 72       | par      | −6     | T39 | 70       | −2       | −8     | T24 |
| Taco Remkes      | 73 | +1 | T103 | 69  | −1  | par    | T89  | 72       | par      | par    | T85  | 65       | −5       | −5     | T50 | 73       | +1       | −4     | T53 | 69       | −3       | −7     | T30 |
| Tim Sluiter      | 63 | −7 | 2    | 75  | +3  | −4     | T33  | 68       | −2       | −6     | T29  | 70       | −2       | −8     | T28 | 72       | par      | −8     | T28 | 73       | +1       | −7     | T30 |
| Maarten Lafeber  | 69 | −3 | T24  | 67  | −3  | −6     | T11  | 69       | −1       | −7     | T24  | 70       | −2       | −9     | T20 | 71       | −1       | −10    | T15 | 75       | +3       | −7     | T30 |
| Victor Riu       | 67 | −3 | T24  | 69  | −3  | −6     | T25  | 66       | −4       | −10    | T8   | 69       | −3       | −13    | T3  | 75       | +3       | −10    | T15 | 75       | +3       | −7     | T30 |
| Floris de Vries  | 70 | −2 | T43  | 76  | +4  | +2     | T119 | 76       | +4       | +6     | T135 | 65       | −5       | +1     | MC  |          |          |        |     |          |          |        |     |

| Stadium Course |  | Tour Course |  | Leider |  | Toernooirecord |  | MC = missed cut = cut gemist |
| -------------- |  | ----------- |  | ------ |  | -------------- |  | ---------------------------- |

Spelers vrijgesteld van Stage 1 en 2
| - Phillip Archer - Joakim Bäckström - Seve Benson - Richard Bland - Knut Borsheim - David Bransdon - Ariel Cañete - Emanuele Canonica - Magnus A. Carlsson - Adilson Da Silva - François Delamontagne - Robert Dinwiddie - David Dixon - Chris Doak | - Nick Dougherty - Scott Drummond - Rafa Echenique - Jamie Elson - Gary Emerson - Martin Erlandsson - Tyrone Ferreira - Darren Fichardt - Alastair Forsyth - Florian Fritsch - Branden Grace - Julien Guerrier - Peter Gustafsson - Mark F Haastrup | - Joakim Haeggman - Alex Haindl - Oskar Henningsson - Jeppe Huldahl - Lasse Jensen - Alexandre Kaleka - Anthony Kang - Lloyd Kennedy - Jason Knutzon - Espen Kofstad - Maarten Lafeber - Anirban Lahiri - José-Filipe Lima - Chris Lloyd | - Mikael Lundberg - Andrew Marshall - David McKenzie - Ross McGowan - David McKenzie - Nicolas Meitinger - Anthony Michael - Cesar Monasterio - Steven O'Hara - Florian Praegant - Bernd Ritthammer - Victor Riu - Charles-Edouard Russo - Lloyd Saltman | - Jarmo Sandelin - Mohd Siddikur - Anthony Snobeck - Matthew Southgate - Carl Suneson - Alessandro Tadini - Andrew Tampion - Aaron Townsend - Mark Tullo - Tjaart Van der Walt - Daniel Vancsik - Alvaro Velasco - Mads Vibe-Hastrup - Simon Wakefield |